# 肥義
肥義（？—前295年），戰國時代趙國大臣，歷仕趙肅侯、趙武靈王、趙惠文王三代，沙丘之亂時，為保護趙惠文王而殉難。

## 生平
趙武靈王推動“胡服騎射”政策，受到保守勢力反對，肥義卻力挺趙王，被武靈王封為相國。
趙武靈王廢公子章，以公子何為儲君，卻封公子章於代城（今河北蔚縣），並派遣田不禮為其宰相。將軍李兑知道公子章不能忍受這樣的屈辱，日後必然謀反，並勸諫肥義自保，肥義雖然知道結果，但仍然決心保護公子何。
前298年，趙武靈王禪讓予公子何，自稱主父（君主之父）。公子何即位，是為趙惠文王。前295年，公子章在沙丘（今河北廣宗）發動兵變，史稱沙丘之亂，肥義為了保護趙惠文王，遭到殺害。